# Boosta
Boosta, pseudonimo di Davide Dileo (Torino, 27 settembre 1974), è un tastierista, compositore e scrittore italiano, co-fondatore e tastierista dei Subsonica.

## Biografia
Nato a Torino il 27 settembre 1974, inizia la sua attività all'età di 15 anni suonando con band locali. In seguito studia pianoforte al Conservatorio Giuseppe Verdi e nel 1996 è cofondatore dei Subsonica con i quali realizza nove album di studio e tre live di cui uno doppio, ottenendo una lunga lista di premi tra cui: Premio Amnesty Italia, MTV Europe Music Award, Premio Italiano della Musica, Italian Music Awards, Premio Grinzane Cavour.
Importante nella sua carriera è anche l'attività di DJ, che lo ha portato a suonare in molti club internazionali: da Ibiza a Zurigo passando per alcune delle più importanti situazioni di dance elettronica d'Italia. Ha pubblicato 12" per Mantra Vibes, Ocean Dark, Toast Hawaii, Mute fino ai progetti in divenire per Stereo7 e altri. Come remixer ha rielaborato le canzoni di artisti italiani (Vasco Rossi, Morgan, Cristina Donà) e internazionali (Placebo, Beastie Boys, Client, Depeche Mode, Skin, The Jackson 5).
Tra i progetti musicali paralleli da ricordare Iconoclash nel 2004, la rivisitazione in chiave elettronica dei classici del glitter pop italiano degli anni ottanta e Caesar Palace, album del trio rock formato insieme a due componenti dei Linea 77. Boosta ha inoltre partecipato a Paris Dernier, compilation di cover, con Fly Me to the Moon di Frank Sinatra, presente anche nel Best al secondo posto in compagnia di Joey Ramone. Partecipa con la rivisitazione de Il mare d'inverno al disco di Enrico Ruggeri Le canzoni ai testimoni (gennaio 2012), in cui quattordici artisti indipendenti reinterpretano col cantautore milanese i suoi pezzi storici.
Come autore e compositore ha realizzato, tra gli altri, due brani per Mina (Non ti voglio più, contenuto nell'album Facile, e La Clessidra contenuto in Caramella), il pezzo The Last Icon scritto insieme a Skin e diffuso solo sul web, Veronika sull'ultimo lavoro di Tricky e un inedito insieme alla stessa Veronika Coassolo e Photek per la colonna sonora di C.S.I. È inoltre autore della canzone Shine di Malika Ayane, inserita nell'album Ricreazione del 2012.
Nel 2013 ha prodotto l'album Contro le onde di Erica Mou. È inoltre al timone del programma televisivo Jack on Tour trasmesso da Deejay TV,  insieme ad altri musicisti, tra cui la stessa Erica Mou, Daniele Silvestri, Giuliano Palma, Linea 77, Perturbazione e Après La Classe. Nel 2015 firma la colonna sonora della serie televisiva 1992. Nel 2016 sostituisce Marco Maccarini nel ruolo di insegnante di canto e partecipa alla 16ª edizione di Amici di Maria De Filippi.
È docente incaricato di "Tastiere elettroniche" nel Triennio accademico di primo livello di "Popular music - Composizione pop-rock" presso il Conservatorio di Como.

## Altre attività
Boosta è anche scrittore: la raccolta di racconti brevi Dianablu pubblicata da Dalai nel 2003 ha avuto come seguito il romanzo Un'ora e mezza (due edizioni e da cui verrà realizzato un film). Nel 2011 ha pubblicato per Einaudi – Stile Libero, Un buon posto per morire, scritto a quattro mani con Tullio Avoledo, e definito dallo stesso Boosta "un romanzo storico sulla fine del mondo".
Da novembre 2007, inizia a collaborare con la rivista di musica la Repubblica XL, di cui cura la rubrica mensile di chiusura Piombo. Nell'autunno del 2008 inizia anche la collaborazione con il quotidiano La Stampa di Torino.
Ha lavorato anche in radio: nel 2009 va in onda su m2o L'alfabeto degli assassini, storie verosimili di crimini realmente avvenuti narrate da Boosta in prima persona tra rock ed elettronica, con lunghe parti di narrato scritto appositamente per le puntate. Dal progetto verrà realizzato un libro. In televisione, a febbraio 2009 inizia l'avventura alla guida della nuova stagione di 25ª Ora Il Cinema Espanso, il programma di culto per gli amanti del cinema su LA7.
Nel 2010 diventa direttore artistico di Bookstock, lo spazio del Salone del Libro di Torino dedicato ai ragazzi, e ha condotto con Benedetta Mazzini il programma radiofonico Coppia aperta su Rai Radio 2. Nello stesso anno è diventato anche editore: d'intesa con Michele Dalai e Andrea Agnelli dà vita a ADD, casa editrice votata eminentemente alla pubblicazione di saggistica contemporanea. Per il lancio di ADD è stata scelta la pubblicazione del libro Di sana e robusta Costituzione: un dibattito a due voci tra il procuratore capo della Repubblica Giancarlo Caselli e l'ex capo dello Stato Oscar Luigi Scalfaro, seguito dall'edizione italiana del successo editoriale francese Indignatevi! di Stephane Hessel e da diverse altre pubblicazioni di altissimo profilo sui temi del presente.
L'attività di scrittura lo porta alla sceneggiatura e regia del documentario Surfin' Torino, in collaborazione con la regista Chiara Pacilli, prodotto da Rai Cinema. L'esperienza fortunata con Chiara Pacilli ha seguito nel 2011, con l'uscita di Ho visto cose, nuovo documentario sulla Torino Magica di cui Boosta cura tutte le musiche originali, oltre a partecipare come interprete.
Nella primavera 2012 riceve il riconoscimento “Ex Allievo dell'Anno” dal liceo Alfieri di Torino, mentre il libro Un Buon Posto Per Morire riceve il Premio Emilio Salgari come miglior romanzo d'avventura. Inoltre il 3 ottobre pubblica Toc Toc - Storie di bambini, magie e capricci!, il suo primo libro per bambini edito da Giunti Editore.
Sul finire del 2012 viene scelto come volto del nuovo canale televisivo culturale Sky Arte HD e gli viene affidato un programma quotidiano dal titolo Boo(k)sta: Libri in musica, in onda in prima serata dal 30 gennaio 2013. Boosta racconta i suoi libri preferiti in modo originale, componendo ogni volta una colonna sonora inedita per ciascun libro.
Il 30 aprile 2025 pubblica un nuovo album del suo progetto solista, intitolato "Soloist". Lo stesso giorno parte con il "Soloist Tour".

## Discografia

### Da solista
Album in studio
- 2016 – La stanza intelligente
- 2020 – Facile
- 2025 – Soloist

Colonne sonore
- 2015 – 1992
- 2016 – 1993

EP
- 2004 – Crash (Dance Factory)
- 2005 – The Boss (Mantra Vibes)
- 2006 – Boostology EP (Mantra Vibes)
- 2006 – Jump in a Black Silk Flow (Ocean Dark)
- 2006 – Dance is Dead (Mantra Vibes)
- 2007 – Dance is Dead (Remix) (Vendetta Records)
- 2009 – Rotterdome

### Come Iconoclash
Album
- 2004 – custom.build num. 80
- 2004 – The andromeda w. session

Singoli
- 2004 – custom.build num. 81

### Con i 27 09 Project
Singoli
- 2007 – The Libra Vanity

### Con i Caesar Palace
Album
- 2008 – Dogs from V-Gas

Singoli
- 2008 – 1ne
- 2008 – God and Ants

### Collaborazioni

#### Canzoni
- Stalker  (composta insieme con Andrea Bertolini)
- Happy Sundays  (composta insieme a Play Paul)
- 2008 - The Last Icon (composta dall'artista e cantata insieme a Skin)
- 2009 – Non ti voglio più (composta per l'album Facile di Mina)
- 2010 – La clessidra (composta per l'album Caramella di Mina)
- 2012 – Il mare d'inverno (cover cantata insieme a Ruggeri per l'album Le canzoni ai testimoni)
- 2012 – Sei (composta per Jessica Brando)
- 2013 – l'Immortale ft. Litfiba
- 2016 – John the Revelator (Boosta Club Edit)

#### Album
- Fake World EP Vol.1 (composto con Andrea Bertolini)

## Romanzi
- 2004 – Dianablu
- 2005 – Un'ora e mezza
- 2011 – Un buon posto per morire (con Tullio Avoledo)
- 2012 – Toc toc - Storie di bambini, magie e capricci!
- 2018 – C'era una volta il silenzio (e altre favole per innamorati)